# Livio Cecini
Livio Cecini (* 26. Oktober 1976 in Winterthur) ist ein Schweizer Schauspieler und Musicaldarsteller.

## Werdegang
Der gebürtige Schweizer Livio Cecini absolvierte sein Schauspielstudium in Zürich und Köln. Nach der Ausbildung gastierte er u. a. am Schauspiel Köln und am Staatstheater Karlsruhe und gehörte drei Jahre lang zum Schauspielensemble des Theaters St. Gallen. Dort verkörperte er Charaktere wie Antonio (Torquato Tasso), Mozart (Amadeus), Mark (Trainspotting), Wladimir (Warten auf Godot) und Lanzelot Gobbo (Der Kaufmann von Venedig). Für die Rolle des Puck in Shakespeares Ein Sommernachtstraum erhielt er den Preis der Armin-Ziegler-Stiftung für hervorragende Schweizer Nachwuchskünstler.
Seit 2007 ist Livio Cecini regelmäßiger Gast auf vielen deutschsprachigen Bühnen und wechselt immer wieder vom Sprech- zum Musiktheater. So trat er an den Bad Hersfelder Festspielen als Stephano in der Musicaladaption von Der Sturm auf und berührte mit einem lebenden Huhn an seiner Seite die Herzen des Publikums in der Uraufführung von Carmen – Ein deutsches Musical. Auch spielte er den Pfarrer in Heidi II – Das Musical auf der Seebühne Walenstadt sowie Mario im Musical Blutiger Honig am Stadttheater Klagenfurt. Er war in Gefährten/Warhorse am Berliner Theater des Westens in Koproduktion mit dem National Theatre London zu sehen und sang in der Operette Der Bettelstudent am Staatstheater am Gärtnerplatz. 2016 übernahm er die männliche Hauptrolle Billy Flynn in der Premierenbesetzung vom Broadwayklassiker Chicago am Deutschen Theater in München. Von 2016 bis 2019 spielte er George Banks in Mary Poppins am Stage Apollo Theater in Stuttgart und am Stage Theater an der Elbe in Hamburg. Im Sommer 2021 reüssierte er als William von Baskerville im Musical Der Name der Rose bei den Luisenburg Festspielen in Wunsiedel.
Es folgten Engagements als Georges in La Cage aux Folles bei den Eutiner Festspielen und am Staatstheater Kassel, Mario im Schweizer Compilation-Musical Oh läck du mir! im Theater 11 in Zürich und Dromio von Syracuse in The Boys from Syracuse am Theater Erfurt.
Im Sommer 2023 spielte er Will Parker in Winnetou I - Blutsbrüder an den Karl-May-Spielen in Bad Segeberg. 2024 war er als Arsenius/Fulgentius in Gil Mehmerts Neuinszenierung von Die Päpstin in Fulda zu sehen.
Livio Cecini ist regelmässiger Gast am Staatstheater Darmstadt und spielt dort aktuell John Utterson in Jekyll & Hyde. Als Professor Weber und Max Planck feierte er kürzlich die Premiere der Welturaufführung von Einstein - A Matter of Time am Theater St. Gallen.

## Bühne (Auswahl)
- 2002  Frankenstein I, Schauspiel Köln
- 2003  Dalibor, Badisches Staatstheater Karlsruhe
- 2004  Sommernachtstraum, Stadttheater St. Gallen
- 2005  Torquato Tasso, Stadttheater St. Gallen
- 2005  Trainspotting, Stadttheater St. Gallen
- 2006  Steine in den Taschen, Stadttheater St. Gallen
- 2006  Warten auf Godot, Stadttheater St. Gallen
- 2007  Ghetto, Stadttheater Klagenfurt
- 2007  Der Kaufmann von Venedig, Stadttheater St. Gallen
- 2007/08  Heidi-Musical Teil 2, Seebühne Walenstadt
- 2008  Amadeus, Stadttheater Klagenfurt
- 2009  Shakespeares sämtliche Werke, Stadttheater Klagenfurt
- 2009  Ganze Kerle, Stadttheater Klagenfurt
- 2010  Cyrano de Bergerac, Schlossfestspiele Hagenwil
- 2010  Carmen - ein deutsches Musical, Bad Hersfelder Festspiele
- 2010  36 Stunden, Kellerbühne St. Gallen
- 2011  Diener zweier Herren, Schlossfestspiele Hagenwil
- 2011  Blutiger Honig, Stadttheater Klagenfurt
- 2012  König Lear/Der Untergang der Titanic, Bad Hersfelder Festspiele
- 2012  Die Kartoffelkammer, Kellerbühne St. Gallen[10]
- 2013  Der Sturm / Die drei Musketiere, Bad Hersfelder Festspiele[11][12]
- 2013/14  Gefährten (WarHorse), Theater des Westens (Berlin)[13]
- 2014–2016  Chicago, Deutschen Theater (München), Stage Theater des Westens (Berlin), Stage Palladium Theater (Stuttgart)[14][15]
- 2016  Der Bettelstudent, Staatstheater am Gärtnerplatz, München[16]
- 2016–2019  Mary Poppins, Stage Theater an der Elbe (Hamburg), Stage Apollo Theater (Stuttgart)
- 2020  Die Fledermaus, Staatsoper Hamburg
- 2021  Der Name der Rose, Luisenburg-Festspiele
- 2021/22  Ball im Savoy, Staatstheater Darmstadt
- 2022/23  Saturday Night Fever, Staatstheater Darmstadt
- 2022  Ein Käfig voller Narren, Eutiner Festspiele
- 2022  Oh läck du mir!, Theater 11, Zürich
- 2023  The Boys from Syracuse, Theater Erfurt
- 2023  Winnetou I - Blutsbrüder, Karl-May-Spiele Bad Segeberg
- 2023  Jekyll & Hyde, Staatstheater Darmstadt
- 2024  Die Päpstin – Das Musical, Schlosstheater Fulda
- 2024/25  La Cage aux Folles, Staatstheater Kassel
- 2025  Einstein – A Matter of Time, Theater St. Gallen

## Film / TV (Auswahl)
- 2024  Aktenzeichen XY Gelöst[17], Serie, Uwe Sandrock (EHR), Rudolf Schweiger, ZDF
- 2022/23  Oh läck du mir!, Theateraufzeichnung, Mario (HR), Marcel Weiss, SRF 1[18]
- 2023  Die Q ist ein Tier, Spielfilm, Pierre Lippert (HR), Tobias Schönenberg
- 2020  Who is Dr. Eckbert?, Kinospielfilm, Pfarrer Jörg (NR), Olav F. Wehling
- 2019  From Idiot to President, Imagefilm, Erzähler/Moderator, Haarenwerk Verlag
- 2015  Discover the cover, Kurzfilm, Cover (HR), Metzger|Cecini films
- 2010  Komin St. Gallen, Werbespot, Businessman (HR), Pocketmemo Pictures
- 2006  suvaliv - Till, Imagefilm, Bester Freund (HR), Condor Films, suva
- 2005  Letzte Bergfahrt, Diplomkurzspielfilm, Tom (HR), Hochschule der Künste, Bern
- 2005  Dämmerung, Diplomkurzspielfilm, Klaus, Bergische Uni Wuppertal
- 2004  Kripo Köln - Einsatz für Ellrich, Serie, Jan Schneider, Constantin Entertainment
- 2004  2032, Diplomkurzspielfilm, Jo (HR), HFBK Hamburg
- 2004  Selbstportrait, Diplomkurzspielfilm, Moritz (HR), Fachhochschule Dortmund
- 2003  Silvester, Diplomkurzspielfilm, Ben (HR), Fachhochschule Aachen
- 2003  S-Points, Werbespot, Mafioso (HR), energy music, Sparkasse KölnBonn
- 2003  Exorbitant, Diplomkurzspielfilm, Jan (HR), IFS Köln
- 2002  Opel Vectra GTS, Werbespot, Fahrer (HR), Linda-Film, Opel
- 2000  Motorradcops, Serie, Episodenrolle, Actionconcept, RTL
- 1999  Lüthi & Blanc, Serie, Giacomo, Tbc Zürich, SRF

## Auszeichnungen
- 2015 Night of the shorts, Stuttgart: Best Actor und Audience Award für Discover the Cover
- 2011 Gewinner des bundesweiten Wettbewerbes Tonale 2011 - Klangkunst am Dörnberg[19]
- 2005 Preis der Armin-Ziegler-Stiftung für hervorragende Schweizer Nachwuchskünstler[20]